# Église catholique syriaque au Canada
L'Église catholique syriaque est bien implantée au Canada depuis les années 1970.

## Organisation religieuse
Les Syriaques catholiques du Canada sont placés sous la juridiction de l'exarchat apostolique du Canada pour les fidèles syro-catholiques érigé le 7 janvier 2016. Ils relevaient précédemment de l'éparchie Notre-Dame de la Délivrance de Newark des Syriaques dont le siège est dans le New Jersey aux États-Unis.
Plusieurs paroisses sont établies au Canada: deux à Montréal et une à Toronto.

## Organisation communautaire

### Le Club des jeunes syriaques catholiques
Le Club des jeunes syriaques catholiques est un organisme composé de professionnels et d’universitaires. C'est un groupe qui se consacre à renforcer la dimension spirituelle et relationnelle au sein de la communauté Syriaque catholique par le biais  de conférences, de séminaires, de camps spirituels, de classes de langue. D'autres poursuites intellectuelles incluent : la publication d’articles d'éditions spécialisés dans des domaines tels que l'histoire, la culture et la langue syriaques.